# Клініка Маковського
Клініка Маковського — яскравий зразок архітектури доби ар-нуво і київського модерну. Розташована у Києві на вулиці Олеся Гончара, 33.

## Архітектор й історія побудови

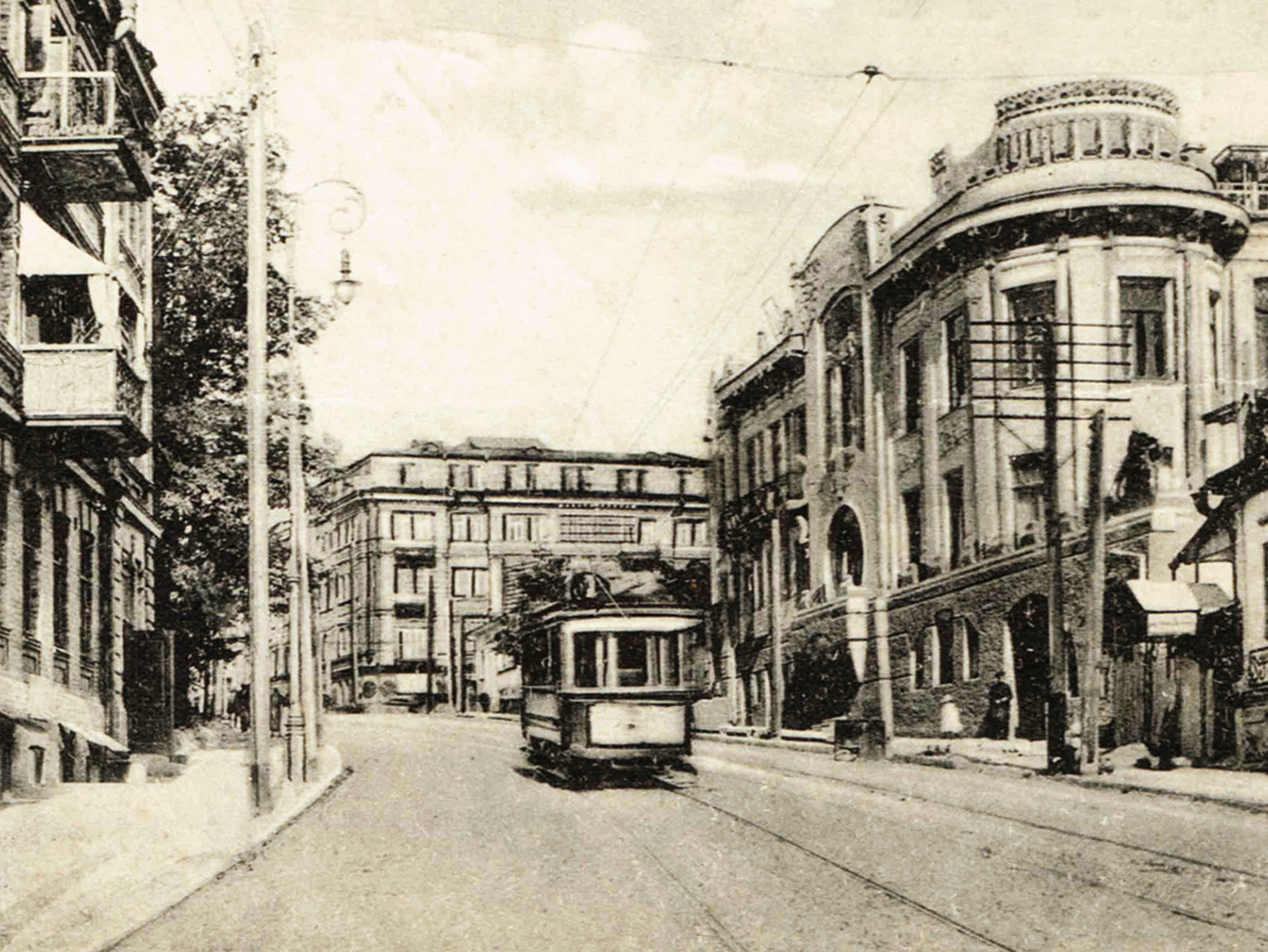
Клініка (праворуч), за трамваєм — будинок Яскевича.
Краєвид з боку теперішньої вулиці Олеся Гончара, фото після 1911 року

Проект споруди створив архітектор Ігнатій Ледоховський, поляк за походженням (Ігнацій Казимирович Ледоховський). Попри маловідому біографію, митець посів провідне місце в архітектурній практиці Києва і витримував порівняння як з відомими архітекторами столиці Південно-Західного краю, так і Петербурга. Серед творів архітектора також прибуткові будинки, серед котрих і прибутковий будинок пані С. Чоколової (Будинок зі зміями та каштанами за адресою Велика Житомирська вулиця, 32), ще одна яскрава пам'ятка архітектури тої доби.
Замовник споруди — приват-доцент університету св. Володимира лікар П. Качковський. Як і більшість споруд тої доби будинок мав різноманітні функції. Він був житлом для самого лікаря, мав кімнати хірургічної клініки та допоміжні приміщення. Будівництво провели в період 1907—1908 рр. На тодішній вулиці Малій Володимирській з'явився ошатний будинок з рустованим нижнім поверхом, стриманим, але вишуканим декором та різноманітними скульптурами.
Через два роки по закінченні будівництва лікар П. Качковський помер і будинок перейшов у власність лікаря Маковського. З 1910 р. тут запрацювала приватна клініка для багатих клієнтів з найсучаснішим на той час начинням.

## Опис споруди

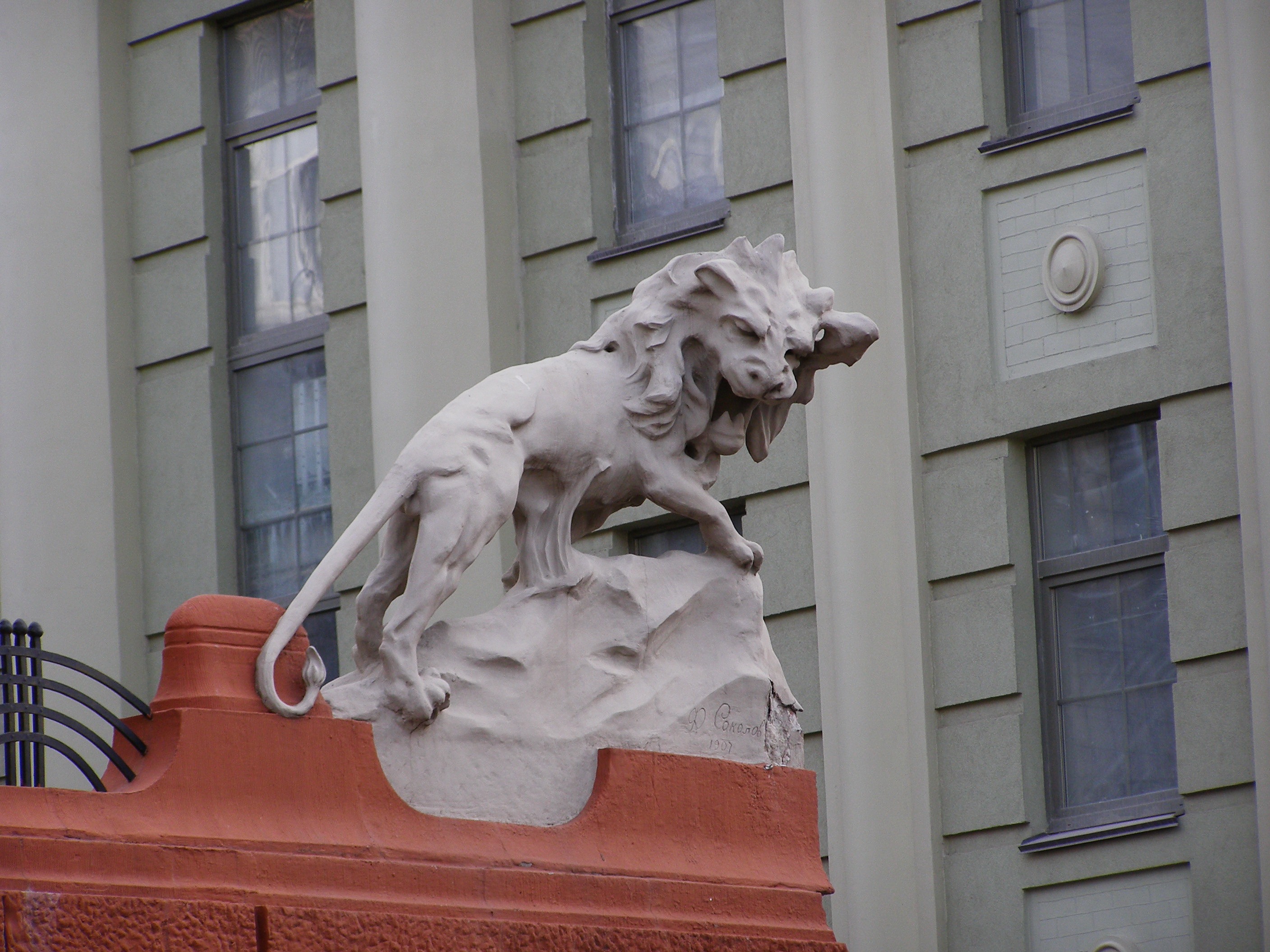
Фігура лева на огорожі особняка. Скульптор Федір Соколов

Головний фасад споруди асиметричний, що було доволі типовим для будинків в стилі модерн. П'ять вікон вуличного фасаду до заокругленого кута розділяв широкий ризаліт під фігурним фронтоном, прикрашеному поверху крилатими жінками (міфічними сиренами ?) та великим овальним вікном другого поверху. Овальну форму мав і додатковий вхід у споруду з вулиці. Рустований поверх переходив у рустовану огорожу невеликого двору, додатково прикрашену скульптурою лева. Брама у внутрішній двір була прикрашена вигадливою металевою хвірткою, котру виготовили за паризьким зразком, створеним для особняка Беранже. Фігуру лева виготовив скульптор Федір Соколов, про що свідчить його підпис та дата 1907 р. Головний вхід облямовували також два маскарони, жіночий та чоловічий.

## Історія споруди в XX столітті
Приватна клініка Маковського була мимоволі пов'язана з політичними подіями Російської імперії початку 20 ст. У вересні 1911 року у Київ прибув прем'єр-міністр Петро Столипін, реформатор і поборник міцної влади у внутрішній політиці імперії, що викликало шалений спротив революційно налаштованих груп. Під час церемонії в Київському міському театрі бойовик-студент Дмитро Богров скоїв замах на життя Столипіна. Останнього у важкому стані після вогнепального поранення доправили до приватної клініки Маковського, де той і помер. Через два місяці після трагічної події вулицю Малу Володимирську перейменували у Столипінську.
- В роки Першої світової війни в клініці розташували військовий шпиталь для офіцерів.
- В роки другої світової війни 1939—1945 рр. споруда постраждала від пожежі.
- 1948 року споруду ремонтували з втратами декору головного фасаду, заміною вікон доби модерн та новим пристосуванням під офтальмологічну клініку.
- З 1998 року в споруді розташований «Секретаріат Народного Руху України». Проведені реставрація фасадів та заміна комунікацій. Згодом на першому поверсі будівлі було засновано Музей Шістдесятництва.
- З 2016 року другий поверх будівлі займає Український малий драматичний театр.

## Обрані фото (галерея)

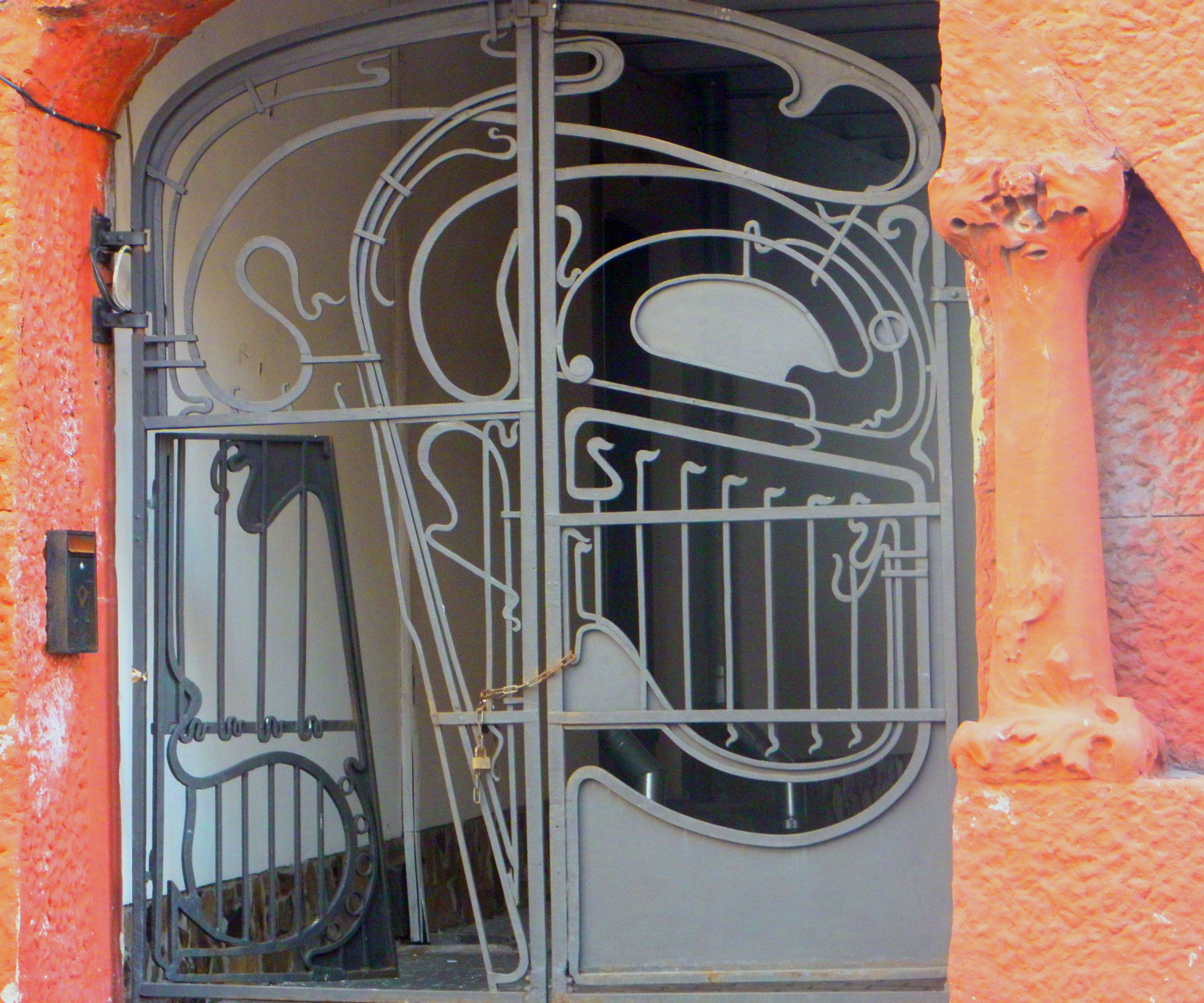
Проектант Ектор Гімар. Фігурна хвіртка у внутрішній дворик
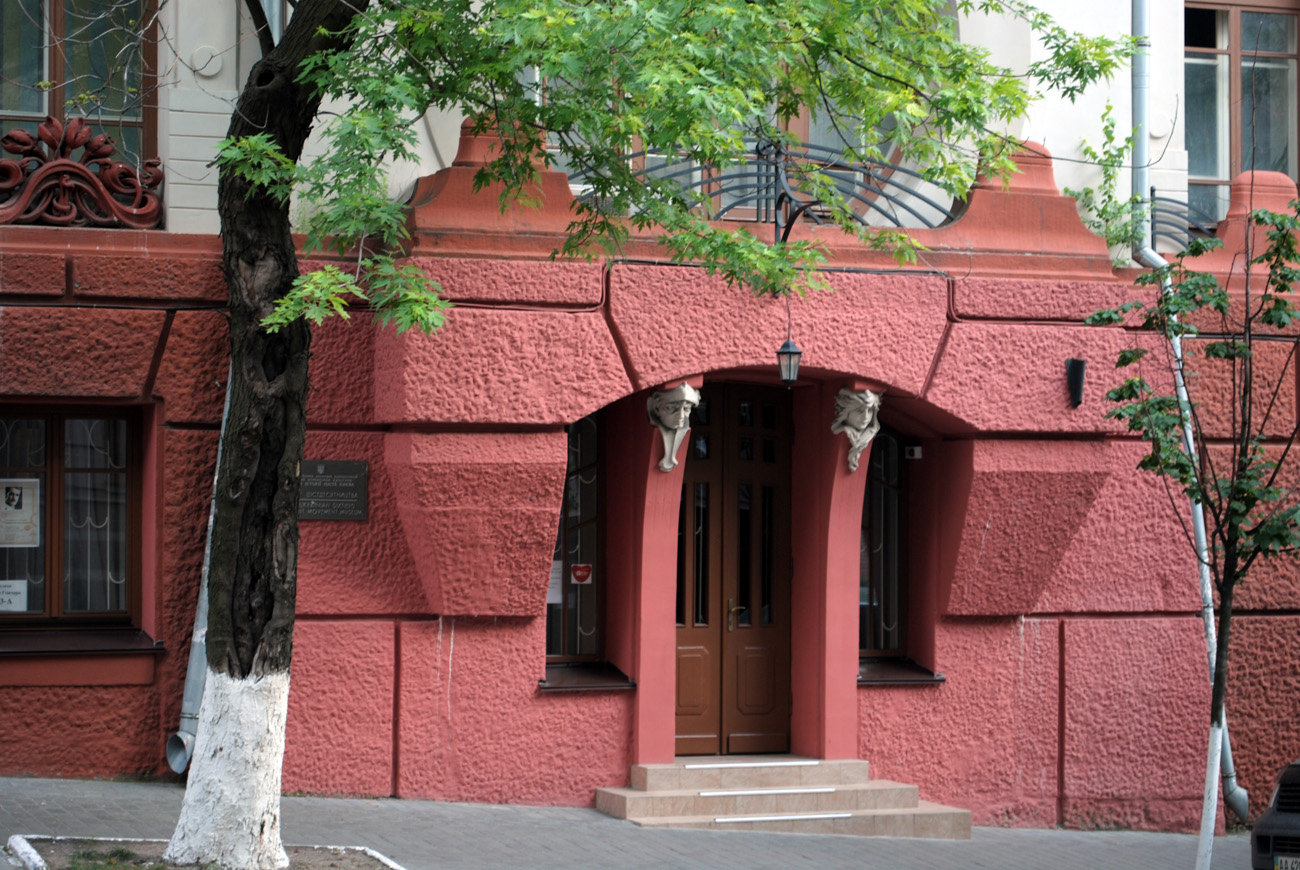
Колишній вхід до клініки
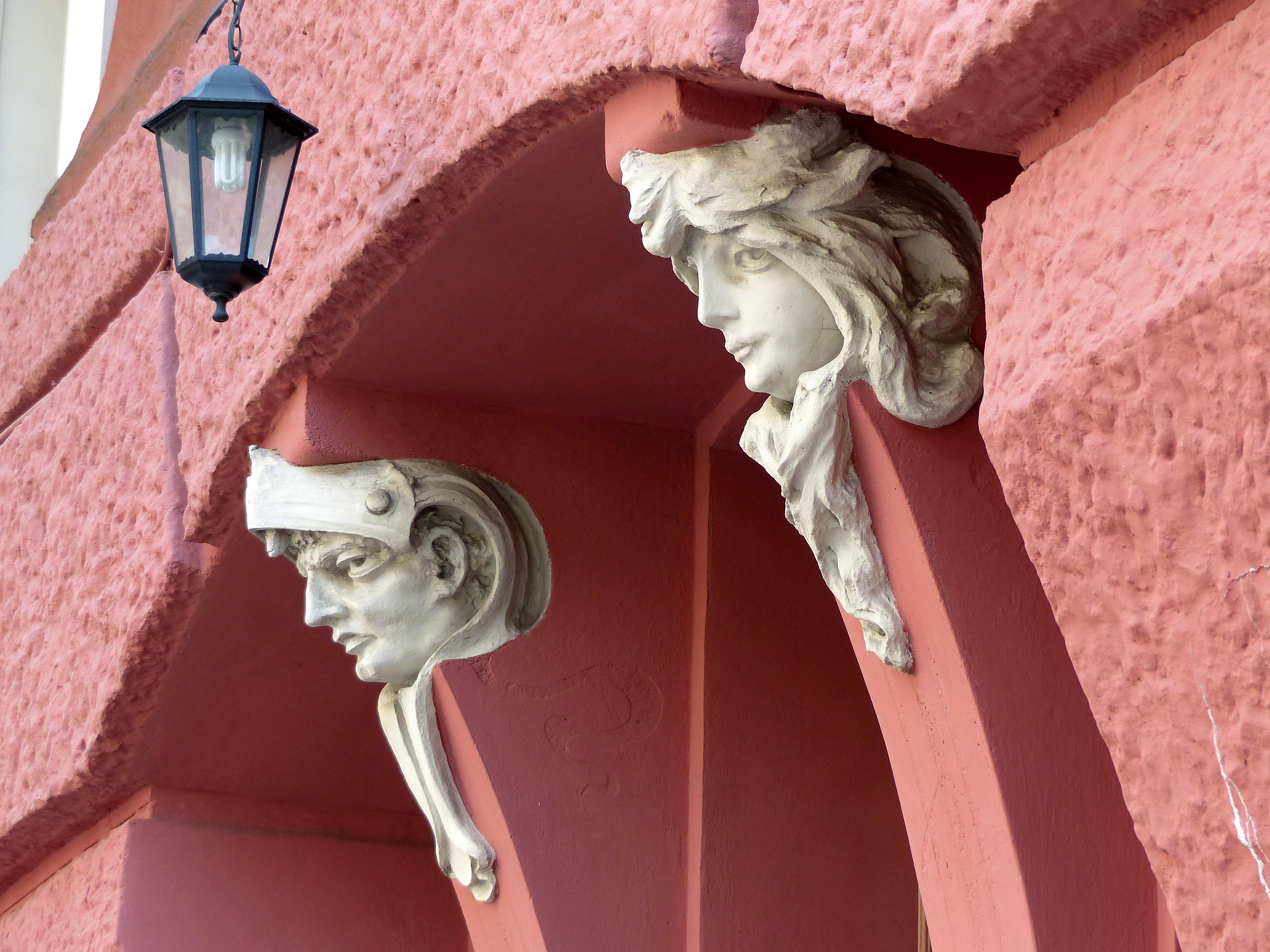
Два маскарони на головному вході
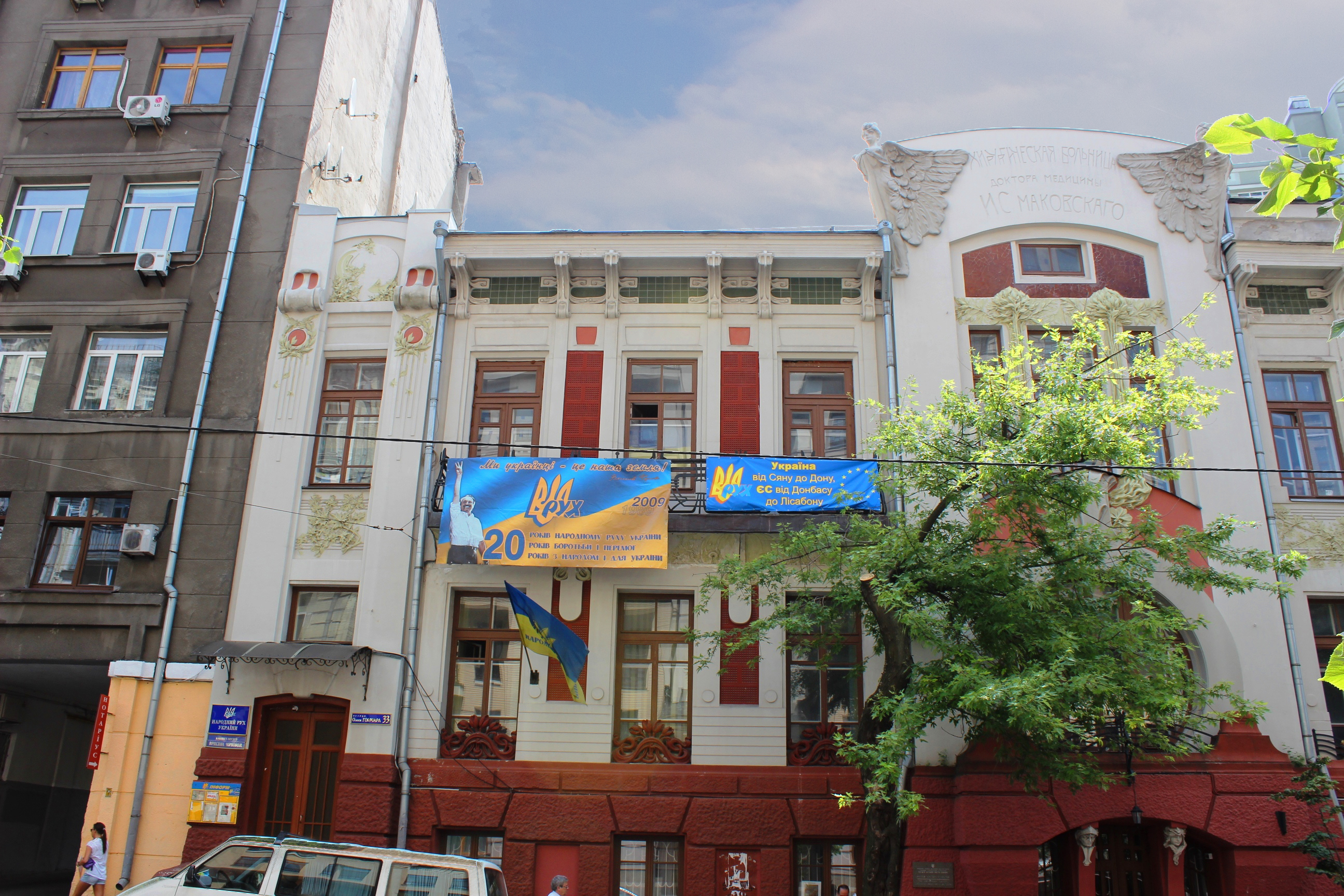
Головний фасад після реставрації
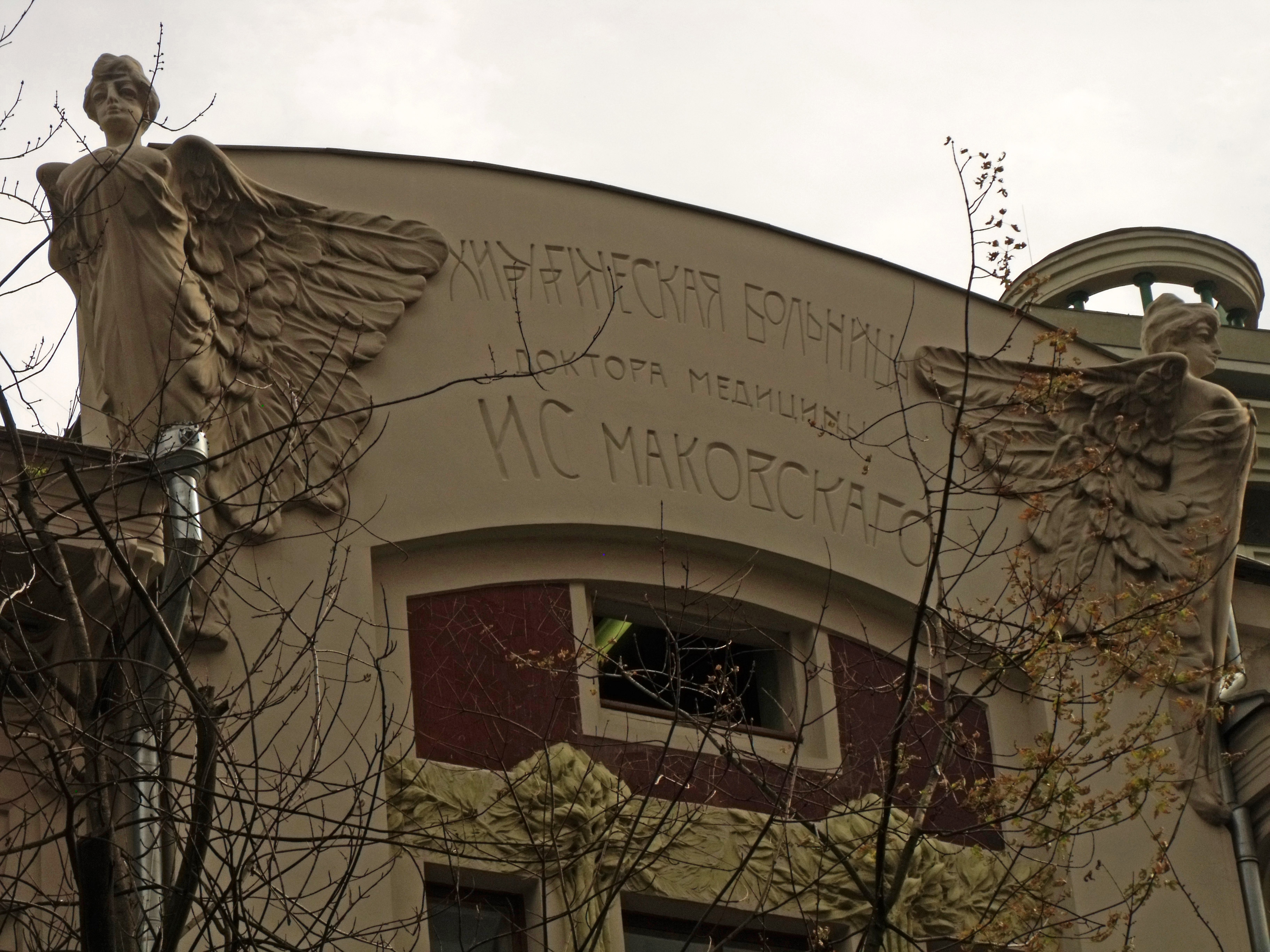
Крилаті жіночі фігури на фігурному фронтоні споруди
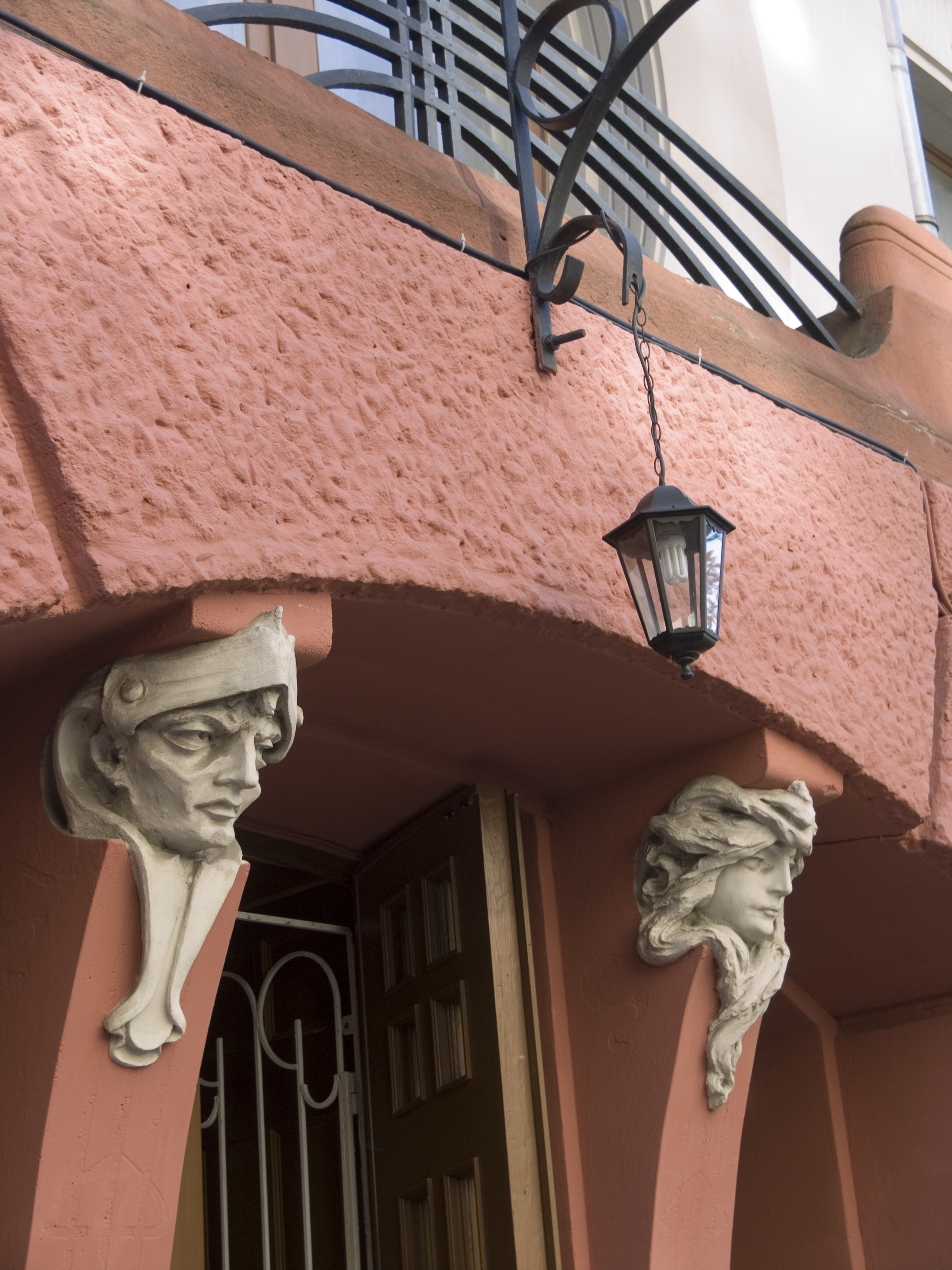
Декоративна ґратка та ліхтар
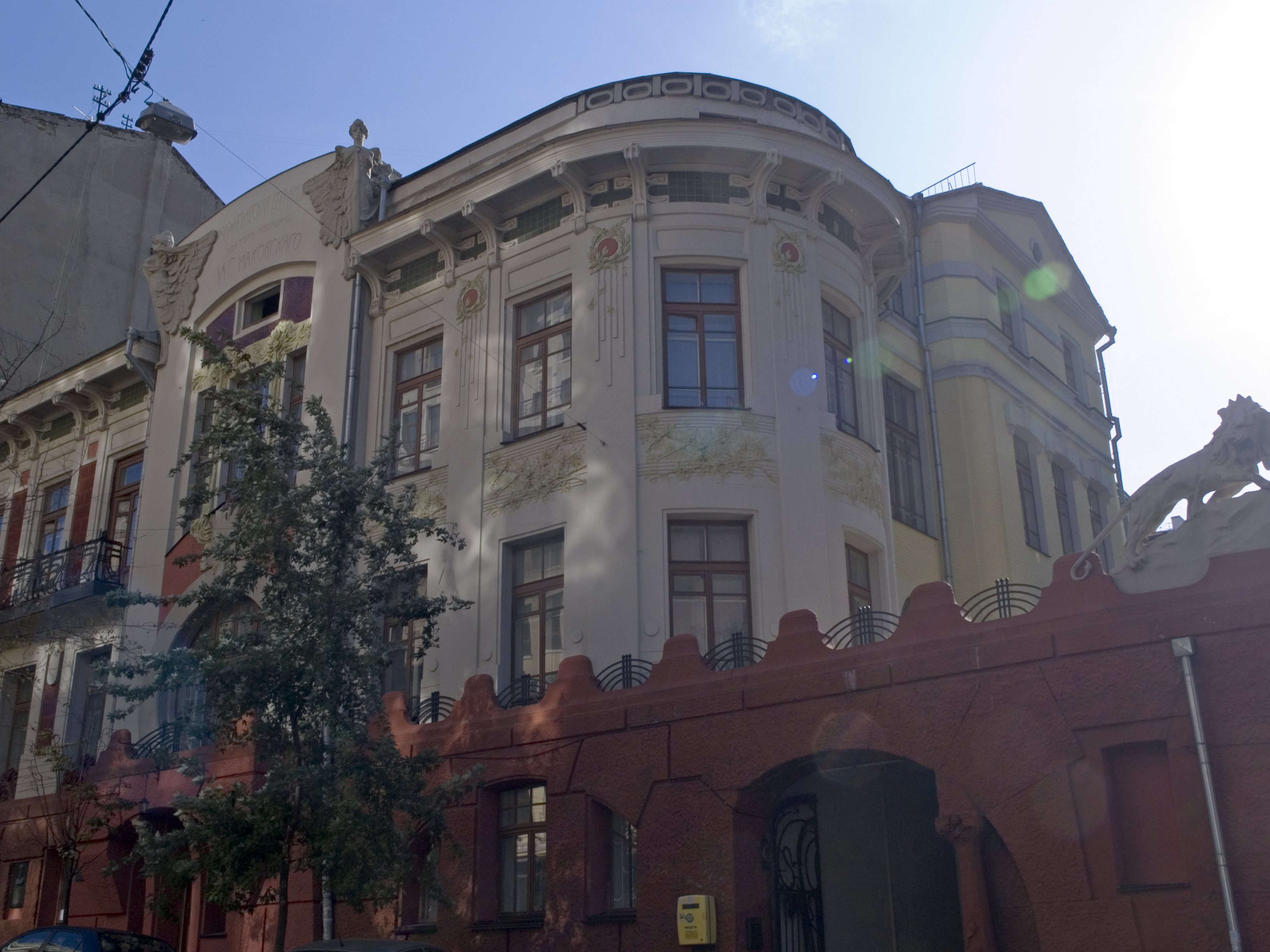
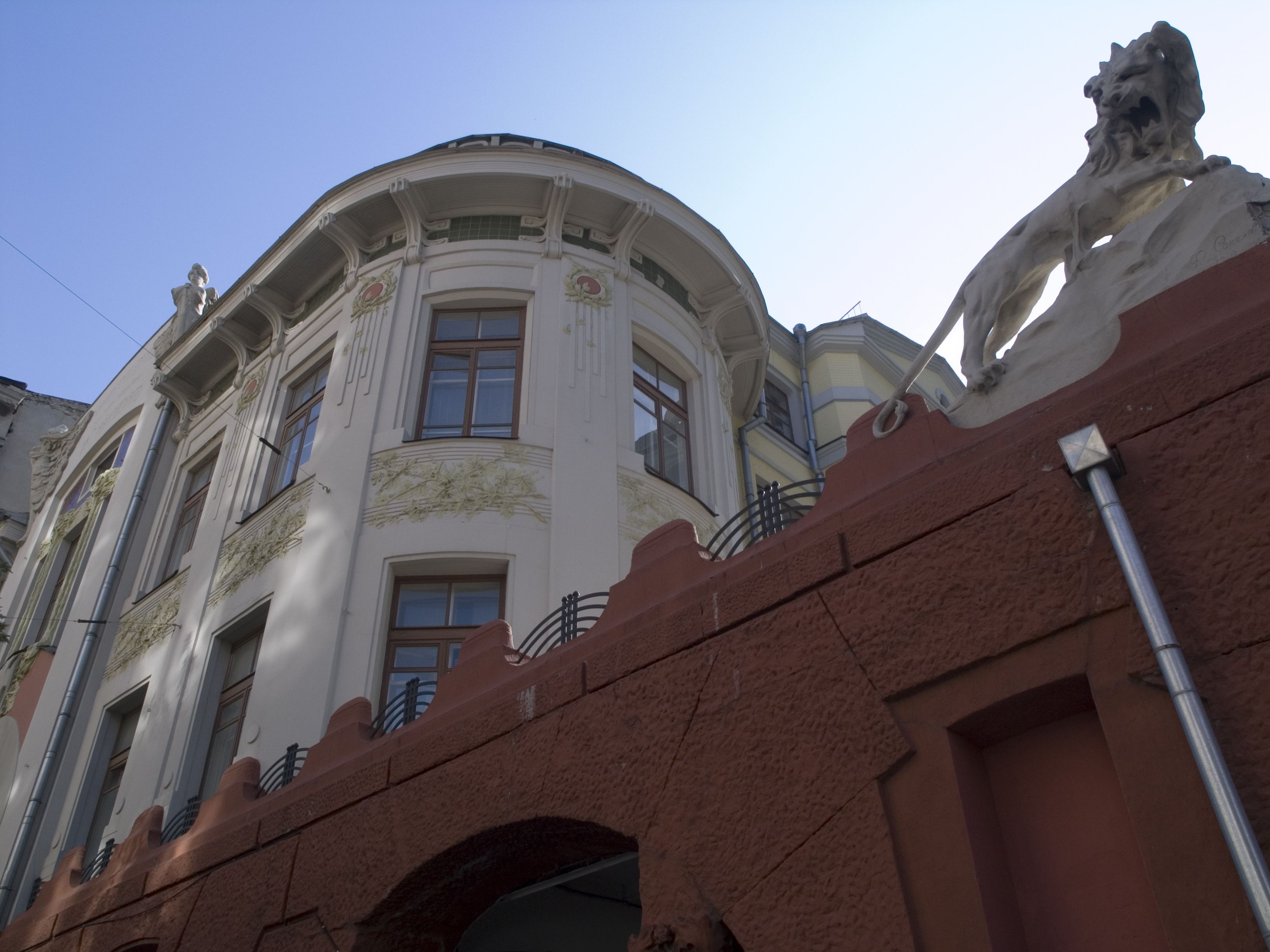
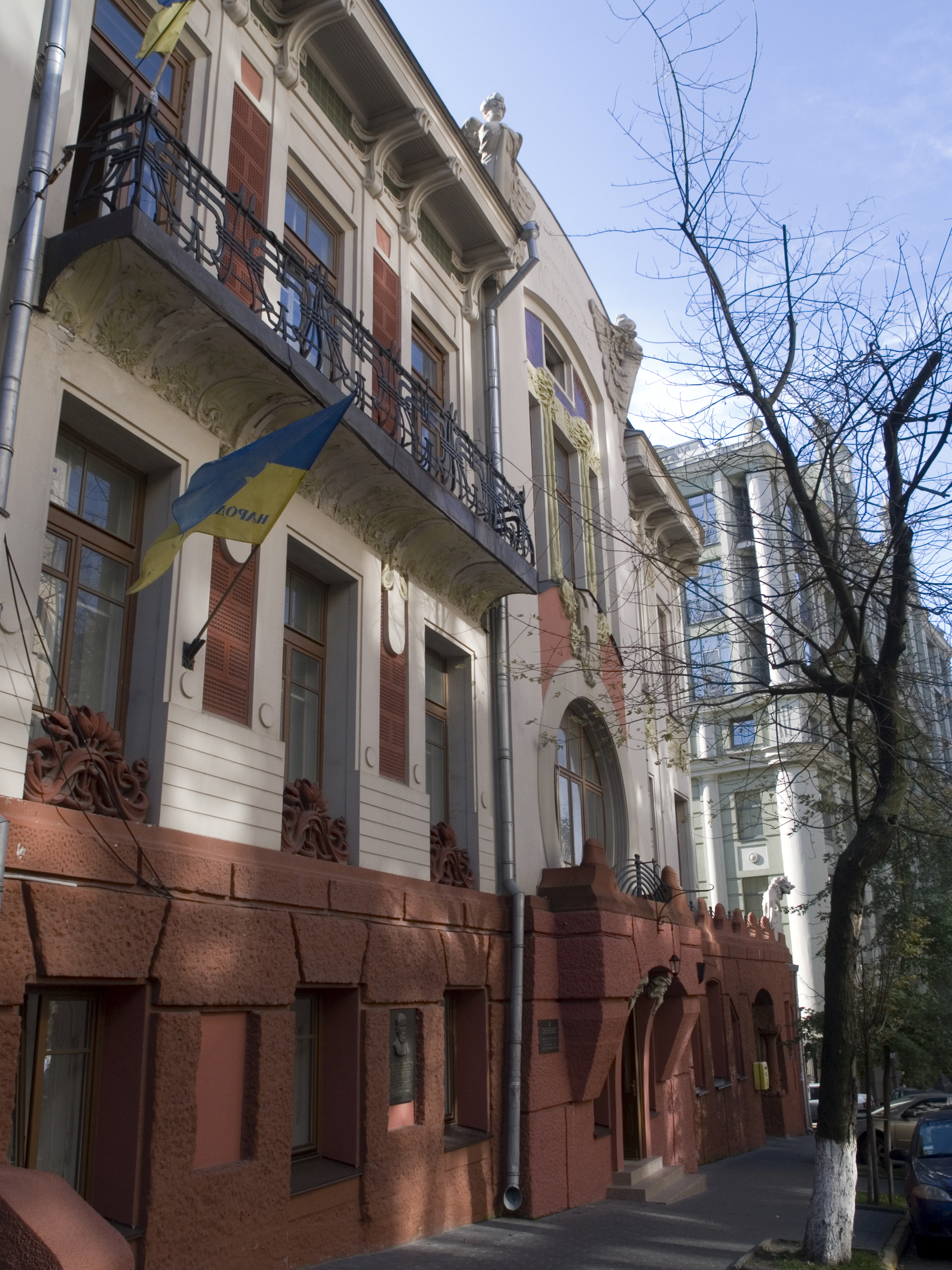
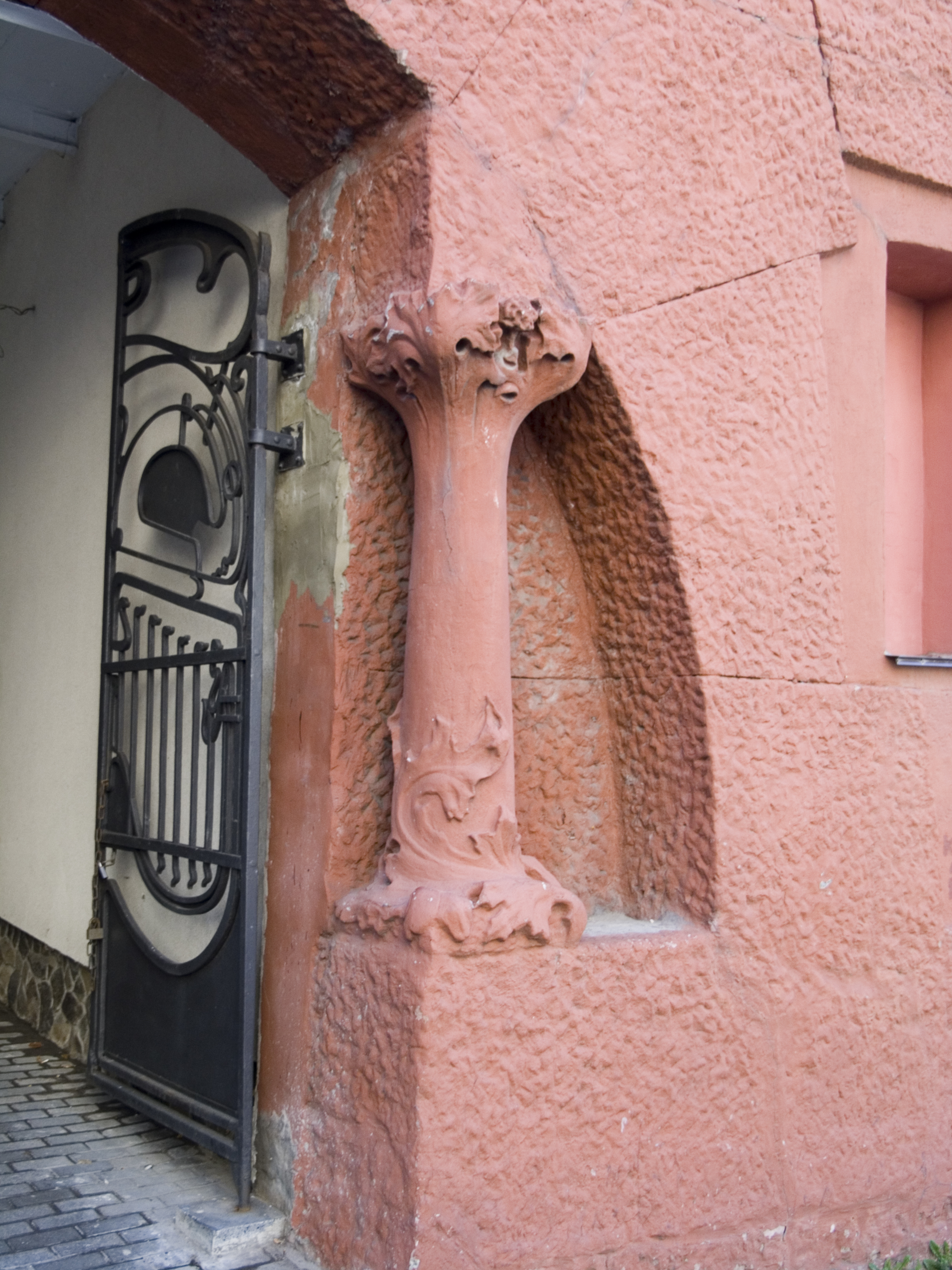
Декоративна колонка в стилі модерн з вигадливою капітеллю та базою.